# Polo Norte-37
A Polo Norte-37 (em russo:  Северный полюс-37, СП-37) é a 37.ª estação flutuante tripulada russa, primeiramente usada para pesquisa polar.
A estação foi estabelecida com o quebrador de gelo nuclear NS Yamal no Oceano Ártico no começo de setembro de 2009. O líder das expedições árticas de alta-latitude Vladimir Sokolov supervisiona a atividade de pesquisa da estação.